# Historia evenemencial
El término historia evenemencial es un calco directo del francés histoire événementielle ("historia de los acontecimientos"). 

## Concepto
El concepto de historia puede referirse al menos a tres realidades diferentes: 
1) a la disciplina que se ocupa del pasado de las sociedades humanas alfabetizadas (las sociedades no alfabetizadas quedan dentro del campo de la prehistoria o la antropología); a partir de ciertos elementos del presente (fuentes, documentos, reliquias, etc.) y utilizando técnicas que le son propias reconstruye e interpreta dicho pasado de forma coherente y sistemática;
2) al período de tiempo que va desde la aparición de la escritura hasta hoy;
3) al relato de los eventos, los actos, los hechos y los personajes de un determinado pasado, real o ficticio; una narración.
El término historia evenemencial es un calco directo del francés histoire événementielle ("historia de los acontecimientos").
Debe entenderse por «historia evenemencial» al relato que se contenta con expresar y describir en forma textual los hechos y los sucesos retenidos, situándolos en la cronología que corresponda, y articulándolos como causas y consecuencias; o sea, la «historia evenemencial» es la cáscara de la historia, es la explicación superficial de la historia. Esta expresión «histoire événementielle» fue introducida por el sociólogo francés François Simiand (1873-1935), y es definida como la concepción simplificada de la historia, que tiende a eliminar la causalidad estructural del devenir histórico, ya que reemplaza la explicación profunda por la simple filiación y seriación de los acontecimientos.
Este enfoque también suscita y abarca el problema de la elección de los hechos marcantes a retener. El acontecimiento es materializado y determinado no solamente por lo que se pasa en tal fecha y en tal lugar, sino por lo que implica sobre el contexto y el entorno, y lo que más retiene la atención pública por su novedad o su importancia.

## Descripción
La historia evenemencial o historia de los acontecimientos, es un tipo de descripción histórica y de análisis histórico que ha estado devaluado o menospreciado durante mucho tiempo. Lucien Febvre y la Escuela de los Annales por ejemplo se refieren de ella.
Lucien Febvre llamaba «historia historizante» a los enfoques de sus antecesores, quienes particularmente consideraban los hechos de los «grandes» (biografías, fechas, actos diplomáticos, batallas), y en lo personal se centró en tiempos breves y en los «eventos». Para él, la «historia historizante» presenta una visión desequilibrada, que tiene mucho de interpretación personal y de subjetivismo, y que ignora movimientos sociales estructurados sobre "tiempos de larga duración", que son parte de la vida y de la historia humana, y que constituye una parte esencial de eso que acertadamente se denominaba en el siglo XIX como «lo que realmente ha pasado» ("wie es eigentlich gewesen", según decía von Ranke). Hoy este enfoque defendido y bien argumentado por Lucien Febvre nos parece del todo natural, aunque costó mucho esfuerzo imponerlo [cita requerida].
En resumen, la historia evenemencial se ocupa de políticos, estrategas, guerras, instituciones... Implica ocuparse de la historia de una reina o de una dinastía, del desarrollo y efectos de una batalla, del surgimiento y aplicación de una ley... Para Fernand Braudel, la historia evenemencial era sinónima de historia política tradicional.
La historia evenemencial aporta cosas importantes por más que fue en un tiempo algo denostada. Con frecuencia estas ideas hicieron que los libros escritos por los historiadores contemporáneos ampliaran sus horizontes. Estos nuevos libros indudablemente son de gran talla pues están dotados de una base científica. Un ejemplo de enfoque evenemencial en el buen sentido es el orientado al período de la llamada Revolución Francesa —acontecimiento reconocidamente trascendente— pues en este caso los historiadores franceses abordaron esta temática de una manera marcadamente evenemencial.
El enfoque de la «historia historizante» a primera vista no deja de ser interesante, aunque debe reconocerse que también es más arbitrario y sesgado, ya que es más susceptible de ser politizado o ideologizado, o más susceptible de ser partidizado.